# WWE Breaking Point
 Der er for få eller ingen kildehenvisninger i denne artikel, hvilket er et problem. Du kan hjælpe ved at angive troværdige kilder til de påstande, som fremføres i artiklen.

Breaking Point var et pay-per-view-show inden for wrestling produceret af World Wrestling Entertainment (WWE). Det var ét af organisationens månedlige shows og blev afholdt i september 2009. Dermed overtog det rollen fra WWE's Unforgiven som september måneds pay-per-view-show, idet Unforgiven havde været afholdt hvert år i september i perioden fra 1999 til 2008. WWE valgte dog ikke at fortsætte Breaking Point i 2010, og 2009-udgaven var således den eneste udgave.  
WWE's Breaking Point fandt sted d. 13. september 2009 fra Montreal, Canada, hvor wrestlere fra WWE's tre brands RAW, SmackDown og ECW wrestlede i syv kampe. Navnet på dette pay-per-view-show blev fundet ved en afstemning blandt WWE-fans gennem organisationens officielle hjemmeside. Breaking Point blev valgt på bekostning af Submission Sunday, Total Submission og Submit & Quit.

## Resultater
Breaking Point 2009 fandt sted d. 13. september 2009 fra Montreal, Canada.
- WWE Unified Tag Team Championship: Chris Jericho og Big Show besejrede Montel Vontavious Porter og Mark Henry
- WWE United States Championship: Kofi Kingston besejrede The Miz
- The Legacy (Cody Rhodes og Ted DiBiase) besejrede D-Generation X (Triple H og Shawn Michaels) i en Submissions Count Anywhere Match
- Kane besejrede The Great Khali (med Ranjin Singh) i en Singapore Cane Match
- ECW Championship: Christian besejrede William Regal
- WWE Championship: John Cena besejrede Randy Orton i en "I Quit" Match
- WWE World Heavyweight Championship: CM Punk besejrede The Undertaker i en Submission Match

| Sport | Spire Denne artikel om sport er en spire som bør udbygges. Du er velkommen til at hjælpe Wikipedia ved at udvide den. |